# 尼科洛戈雷
尼科洛戈雷（羅馬化：Nikologory）是俄罗斯弗拉基米尔州的市级镇，属维亚兹尼基区，在区行政中心维亚兹尼基西南方。
该地2021年人口有4,524人；2010年人口5,486；2002年人口6,390；1989年人口6,782。